# Odofredo Denari

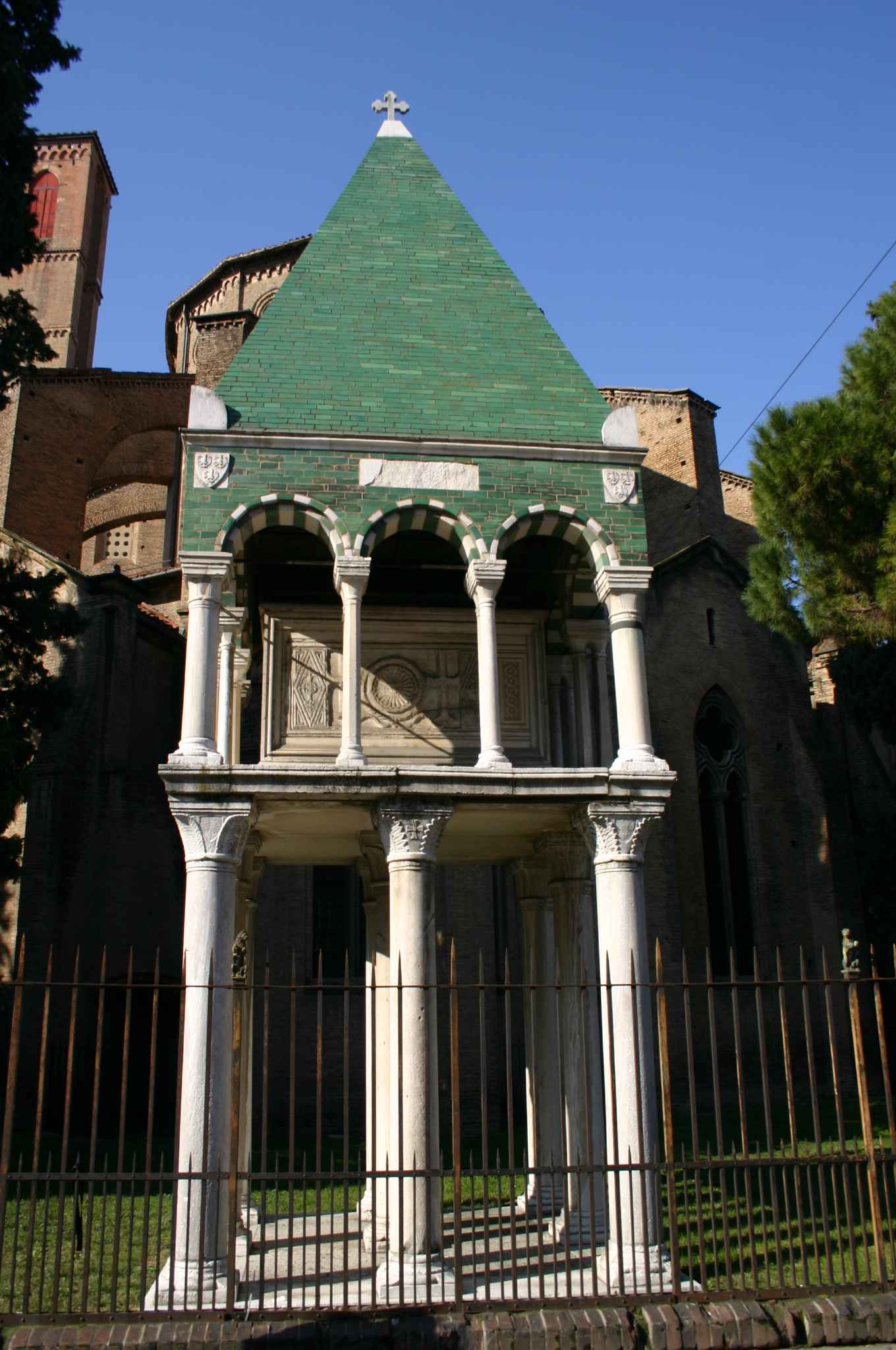
Arca di Odofredo nei pressi di San Francesco, a Bologna.

Odofredo Denari, noto anche come Odofredo da Bologna, o Odofredus (Bologna, 1200 – Bologna, 3 dicembre 1265) è stato un giurista e glossatore italiano del Medioevo, appartenente alla Scuola di Bologna.

## Biografia
Allievo di diritto di Giacomo Balduino e del celebre Francesco Accursio, divenne professore universitario, dopo una proficua carriera d'avvocato sia in Francia che in Italia, all'Università di Bologna. I commentari di diritto romano a lui attribuiti, ricchi di molti cenni biografici sugli autori a lui contemporanei, mostrano lo sviluppo dello studio del diritto in Italia fra il XII e XIII secolo.
Celebre una sua frase polemica con chi ritenesse i suoi insegnamenti troppo costosi: "Tutti vogliono istruirsi, ma nessuno vuol sapere il prezzo del sapere". Si deve quasi esclusivamente ad Odofredo la conoscenza ai giorni nostri del giurista Pepo, predecessore di Irnerio, che iniziò a "legere in legibus" ma non acquisì autorità e prestigio, grazie ad una sua biografia.

## Opere

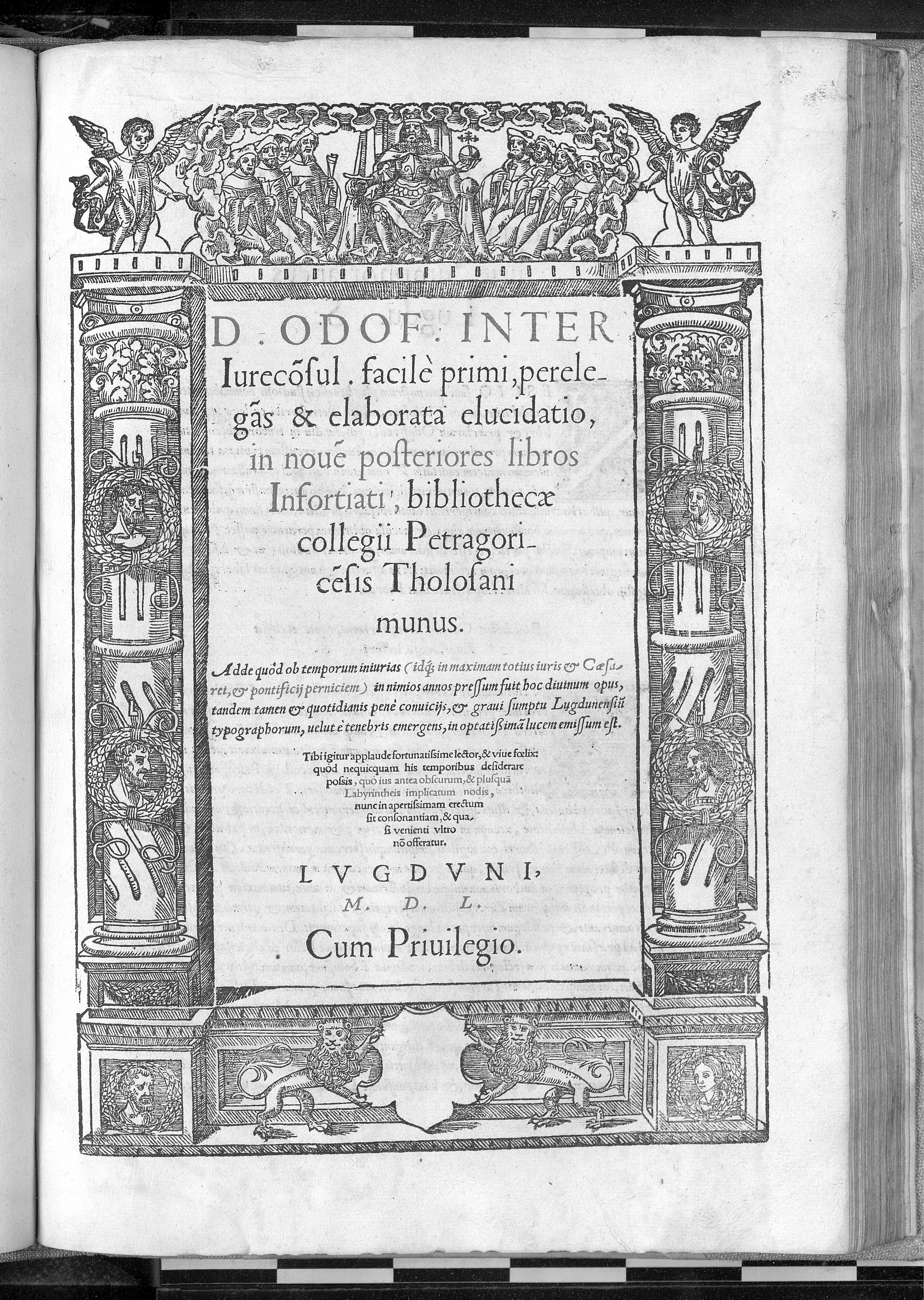
Elucidatio in novem posteriores libros Infortiati, 1550

Sotto il suo nome sono pervenute queste opere, ristampate alla fine del XVI secolo:
- Lecturae in Codicem (Lione, 1480)
- Lecturae in Digestum Vetus (Parigi, 1504)
- Summa de libellis formandis (Strasburgo, 1510)
- Lecturae in Tres Libros (Venezia, 1514)
- (LA) Elucidatio in novem posteriores libros Infortiati, vol. 1, Lyon, Compagnie des libraires, 1550.
- Lecturae in Digestum Novum (Lione, 1552)

### Manoscritti

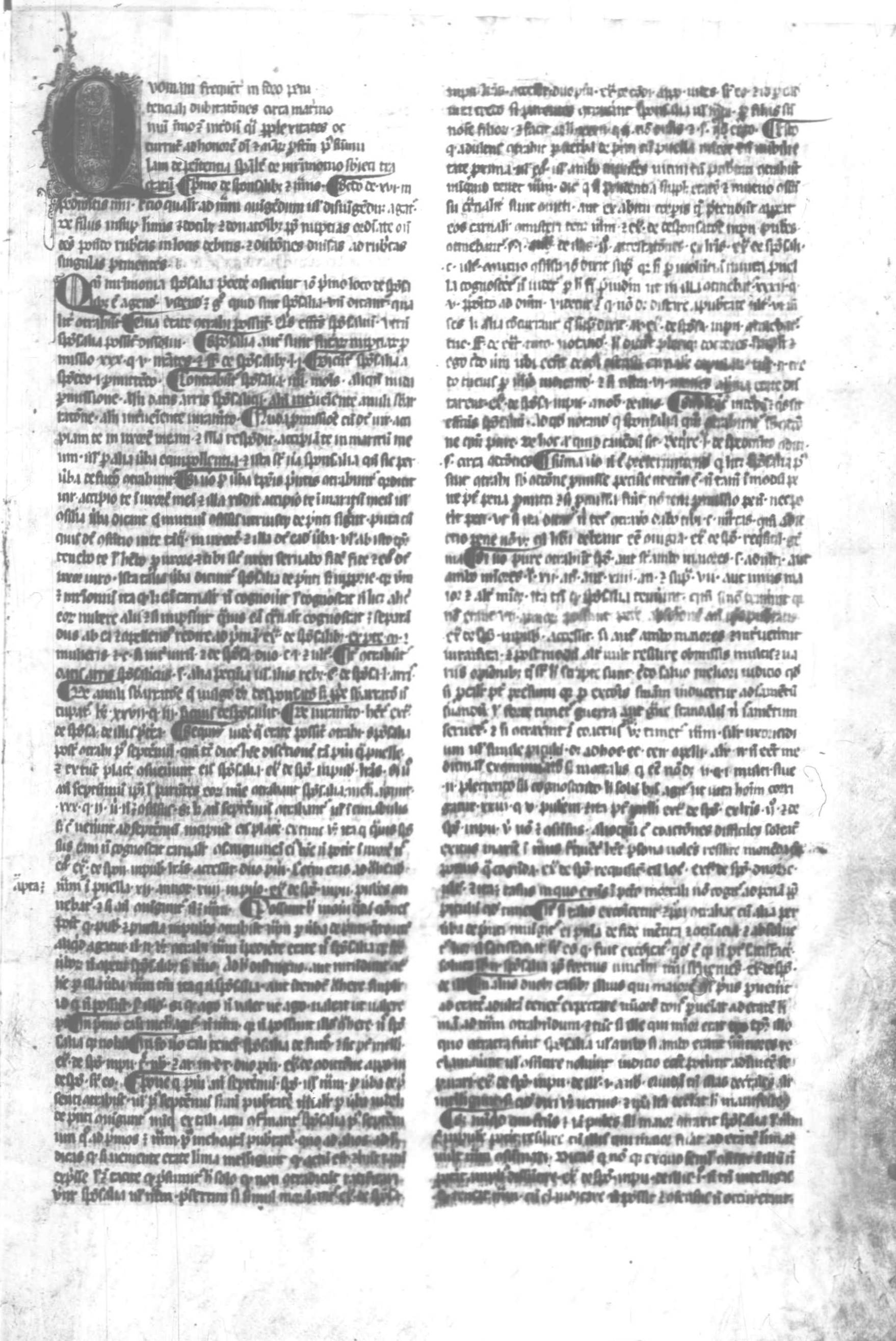
Summa de libellis formandis, manoscritto, XIII secolo. Würzburg, Universitätsbibliothek.

- Summa de libellis formandis, XIII secolo, Würzburg, Universitätsbibliothek, Handschriften, M. p. j. f. 7,  ff. 13r-18r.
- Quaestiones iuridicae cum glossis marginalibus, XIV secolo, Padova, Biblioteca Universitaria, Fondo manoscritti, ms. 1498.
- Rationes usus feudorum, XIV secolo, Paris, Bibliothèque Nationale de France, Fonds latin, Lat. 14362,  ff. 86-95.
- Lectura Codicis, C. 1-5, XIV secolo, Paris, Bibliothèque Nationale de France, Fonds latin, Lat. 4561,  ff. 1ra-297vb.
- Lectura Codicis, pars II, XV secolo, Toledo, Biblioteca de la Catedral de Toledo, Manuscritos, 40-9 (antea 27-4).
- Lectura Codicis, pars II, C. 6.9, XV secolo, Toledo, Biblioteca de la Catedral de Toledo, Manuscritos, 40-8 (antea 34-1).
- Apparatus De Pace Constantiae, XV-XVI secolo, Paris, Bibliothèque Nationale de France, Fonds latin, Lat. 5414 A,  ff. 10r-19v.